# 236

236(이백삼십육)은 235보다 크고 237보다 작은 자연수다.

## 수학
- 합성수로, 그 약수는 1, 2, 4, 59, 118, 236이다. 진약수의 합은 184이므로, 236은 부족수다.
- 13번째 펜타나치 수다. 앞의 펜타나치 수는 120, 다음은 464다.
- 자릿수 제곱합이 제곱수인 30번째 자연수다. 이 성질을 지닌 앞의 수는 221, 다음 수는 244다. (OEIS의 수열 A175396)
  - {\displaystyle 2^{2}+3^{2}+6^{2}=4+9+36=49=7^{2}}
- {\displaystyle 5^{29}-1}은 236으로 나누어떨어진다.

## 과학
- 우라늄-236: 우라늄의 동위 원소.

## 교통

### 철도
- 서울 지하철 2호선 영등포구청역의 역번호.
- 부산 도시철도 2호선 율리역의 역번호.
- 대구 도시철도 2호선 담티역의 역번호.

### 도로
- 일본 236번 국도(일본어판): 홋카이도 오비히로시에서 우라카와군 우라카와정까지 이어지는 일본의 일반 국도.
- 현도 제236호선

## 군사
- U-236(영어판, 독일어판): 제2차 세계 대전에 사용된 나치 독일의 군용 잠수함.

## 문화유산
- 대한민국의 국보 제236호: 경주 장항리 서 오층석탑
- 대한민국의 보물 제236호: 익산 미륵사지 당간지주
- 대한민국의 사적 제236호: 통영 충렬사

## 방송
- 지니 TV의 CTS 기독교TV 채널 번호.
- B tv의 OGN 채널 번호.
- U+ TV의 토마토클래식 채널 번호.
- B tv 케이블의 중국 국제 방송인 CGTN 채널 번호.

## 스포츠
- NBA에 뛰고 있는 중국의 선밍밍선수의 키는 236cm다.

## 기타
- 연도: 236년, 기원전 236년
- 기네스북에 올라 있는 세계에서 가장 키가 큰 사람의 키가 236cm다.